# 東阿拉伯半島

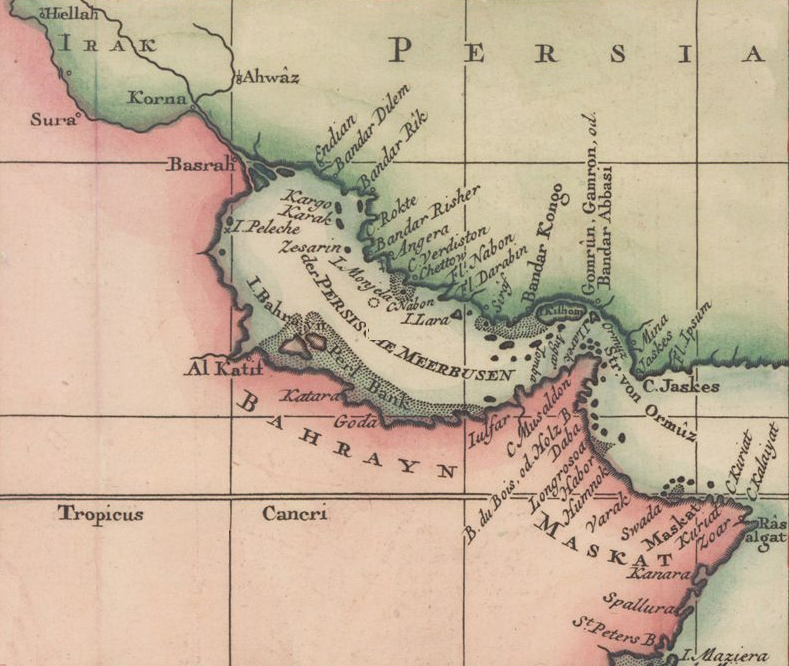
1745年的東阿拉伯（歷史上的巴林）地圖，由雅克-尼古拉斯·貝林所製

阿拉伯東部（Eastern Arabia）或稱為東亞拉伯半島，在18世紀前稱為Al-Bahrain（阿拉伯语：‎，“巴林”）。此區域为波斯灣东岸（自巴士拉到海塞卜）地区，包括相当于现今巴林、科威特、哈薩綠洲、卡提夫、阿拉伯联合酋长国、卡塔尔、伊拉克南部及阿曼北部。整個阿拉伯東部的沿海地帶千年之中都稱為“巴林”。
在較早的時期，整個阿拉伯東部，從南伊拉克到哈傑爾山脈之間，是人們不受國界影響，移動、定居及嫁聚的地方。阿拉伯東部的人共享海洋文化，以航海為生。
波斯灣阿拉伯國家只包括阿拉伯東部，波斯灣地區說阿拉伯語的地區不超過阿拉伯東部的範圍。今日的巴林、科威特阿曼、卡塔尔及阿拉伯联合酋长国都是典型的波斯灣阿拉伯國家。沙特阿拉伯也視為是波斯灣阿拉伯國家的一部份，不過其中住在阿拉伯東部的人不多。

## 人口

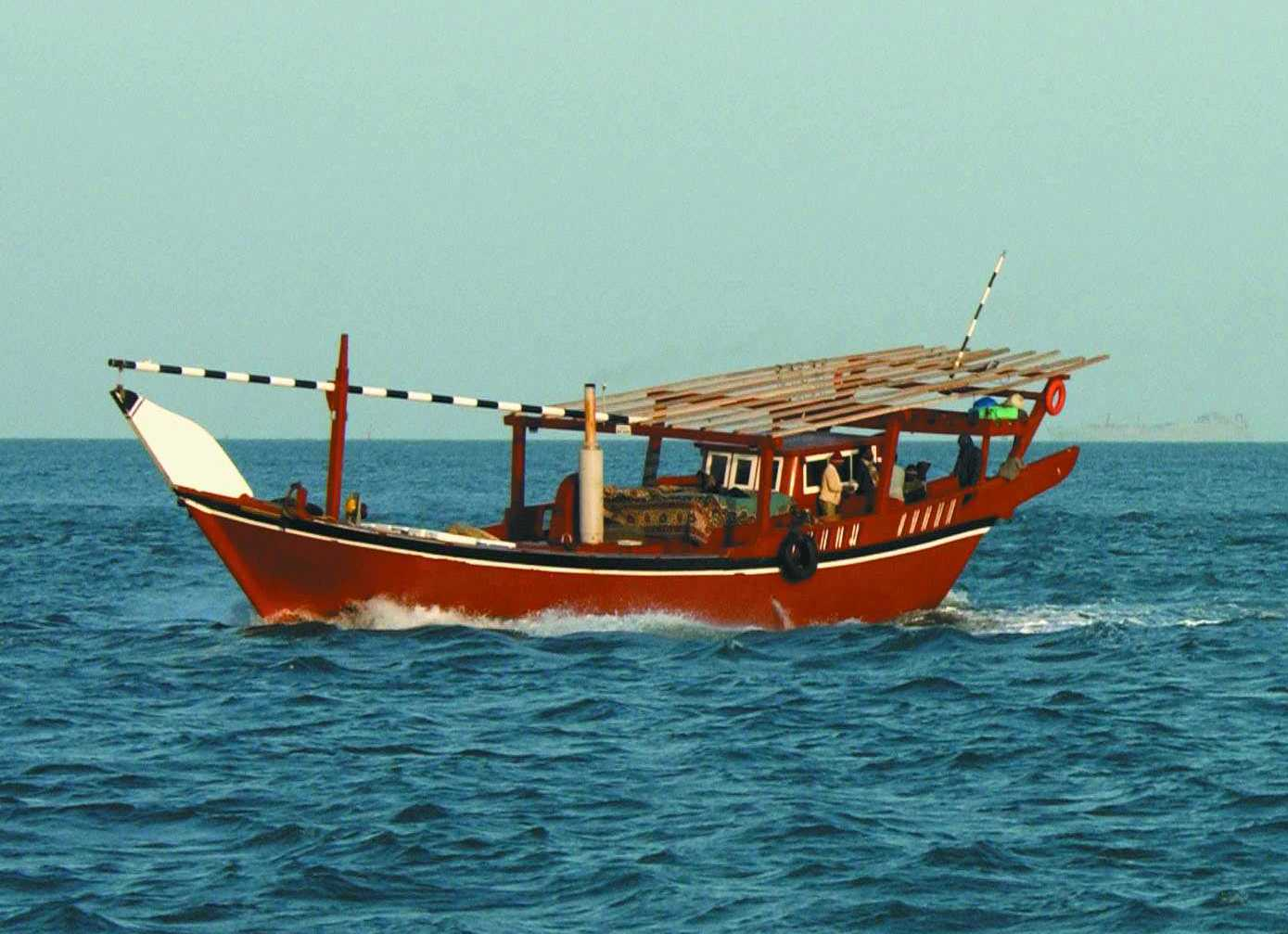
阿拉伯帆船，東阿拉伯半島航海文化的代表物。會出現在科威特及卡塔尔的紋章上

東阿拉伯半島靠海灣沿岸的居民有相似的文化，其音樂風格也類似，像是fijiri、sawt及liwa。東阿拉伯半島最著名的文化特色是其航海文化。在一些小的波斯灣阿拉伯國家中，以海為中心的生活產生了海洋社會，傳統上靠著海洋產業謀生。
東阿拉伯半島的阿拉伯人所說的是稱為海灣阿拉伯語的方言。大部份的沙特阿拉伯人不住在東阿拉伯半島，也不會說海灣阿拉伯語。在沙特阿拉伯約有二百萬人說海灣阿拉伯語，大部份是在沿岸的东部省。在海湾阿拉伯国家合作委员会形成之前，Khaleeji（海湾人）一詞只用來指東阿拉伯半島的居民。
東阿拉伯半島主要是以伊斯蘭教中的遜尼派為主，其中又以其中的马立克派為多數，不過也有哈乃斐派、沙斐仪派及罕百里的信徒。什叶派在東阿拉伯半島有很強的勢力，特別是在巴林、卡提夫及阿薩。伊巴德派是阿曼的主要宗教，其中也有少數遜尼派及什叶派的信徒。